# 장무로
장무로(Jangmu-ro)는 전북특별자치도 장수군 계남면 호덕리 장수 나들목과 무주군 안성면 죽천리 죽천 교차로를 잇는 전북특별자치도의 도로이다.

## 연혁
- 1980년 8월 22일 : 남원군 산동면 목동리 ~ 무주군 무주읍 읍내리 84.6 km 구간 개통[1]
- 1998년 4월 3일 : 장수군 장계읍 장계리 860m 구간 개통[2]
- 2009년 7월 10일 : 2개 이상 시·도에 걸쳐 있는 도로로 장무로를 고시[3]

## 주요 경유지
전북특별자치도
- 장수군 (계남면 · 장계면 · 계북면) - 무주군 안성면

## 노선
| 이름           | 접속 노선                              | 소재지                      | 소재지                                   | 비고                           |
| 장수로와 직결  | 장수로와 직결                          | 장수로와 직결               | 장수로와 직결                            | 장수로와 직결                  |
| -------------- | -------------------------------------- | --------------------------- | ---------------------------------------- | ------------------------------ |
| 장수 나들목    | 20호선 새만금포항고속도로              | 장수군                      | 계남면                                   | 국도 제19호선 구간             |
| (원호덕)       | 원호덕길                               | 장수군                      | 계남면                                   | 국도 제19호선 구간             |
| (고기교 동단)  | 고양로                                 | 장수군                      | 계남면                                   | 국도 제19호선 구간             |
| (갈평)         | 갈평길                                 | 장수군                      | 계남면                                   | 국도 제19호선 구간             |
| (회전 교차로)  | 국도 제19호선 (백화로) 장계1길         | 장수군                      | 장계면                                   | 국도 제19호선 구간             |
| 장계교         | 시장천변길 장계천변길                  | 장수군                      | 장계면                                   |                                |
| (장계파출소)   | 한들로                                 | 장수군                      | 장계면                                   |                                |
| 장계중학교     | 신동서로                               | 장수군                      | 장계면                                   |                                |
| 장계사거리     | 국도 제19호선 국도 제26호선 (육십령로) | 장수군                      | 장계면                                   | 국도 제19호선 구간             |
| (침동)         | 침동길                                 | 장수군                      | 장계면                                   | 국도 제19호선 구간             |
| (호덕마을)     | 금남로                                 | 장수군                      | 장계면                                   | 국도 제19호선 구간             |
| (호덕)         | 호덕길                                 | 장수군                      | 장계면                                   | 국도 제19호선 구간             |
| 금덕졸음쉼터   |                                        | 장수군                      | 장계면                                   | 국도 제19호선 구간 무주 방향   |
| 집재           |                                        | 장수군                      | 장계면                                   | 국도 제19호선 구간 해발 510m   |
| 집재           | 계북면                                 | 장수군                      |                                          | 국도 제19호선 구간 해발 510m   |
| 금덕졸음쉼터   |                                        | 장수군                      | 국도 제19호선 구간 장수 방향             |                                |
| (압곡)         | 매계압곡길                             | 장수군                      | 국도 제19호선 구간                       |                                |
| 산촌삼거리     | 지방도 제743호선 (월현로)              | 장수군                      | 국도 제19호선 구간 지방도 제743호선 구간 |                                |
| 매계교         |                                        | 장수군                      | 국도 제19호선 구간 지방도 제743호선 구간 |                                |
| (매계)         | 매계길                                 | 장수군                      | 국도 제19호선 구간 지방도 제743호선 구간 |                                |
| 매계삼거리     | 지방도 제743호선 (농소로)              | 장수군                      | 국도 제19호선 구간 지방도 제743호선 구간 |                                |
| 어전사거리     | 소비재로 지마재로                      | 장수군                      | 국도 제19호선 구간                       |                                |
| (침샘골체육관) | 문성길                                 | 장수군                      | 국도 제19호선 구간                       |                                |
| 솔재           |                                        | 장수군                      | 국도 제19호선 구간                       |                                |
| 임평삼거리     | 동계로                                 | 장수군                      | 국도 제19호선 구간                       |                                |
| (원촌리)       | 파파실길                               | 장수군                      | 국도 제19호선 구간                       |                                |
| (외림)         | 외림길                                 | 장수군                      | 국도 제19호선 구간                       |                                |
| 원촌삼거리     | 지방도 제635호선 (계향로)              | 장수군                      | 국도 제19호선 구간                       |                                |
| 원촌교         |                                        | 장수군                      | 국도 제19호선 구간                       |                                |
| 원촌교         |                                        | 장수군                      | 국도 제19호선 구간                       |                                |
| 무주군         | 안성면                                 |                             | 국도 제19호선 구간                       |                                |
| 무주군         | 안성면                                 | 지소삼거리                  | 국도 제19호선 구간                       | 토옥동로                       |
| 무주군         | 안성면                                 | (주고)                      | 국도 제19호선 구간                       | 주고길                         |
| 무주군         | 안성면                                 | 마암교                      | 국도 제19호선 구간                       |                                |
| 무주군         | 안성면                                 | (마암)                      | 국도 제19호선 구간                       | 마암길                         |
| 무주군         | 안성면                                 | 공진교                      | 국도 제19호선 구간                       |                                |
| 무주군         | 안성면                                 | (공진리)                    | 국도 제19호선 구간                       | 공진길                         |
| 무주군         | 안성면                                 | (죽장)                      | 국도 제19호선 구간                       | 죽장길                         |
| 무주군         | 안성면                                 | 죽천삼거리                  | 국도 제19호선 구간                       | 지방도 제727호선 (덕유산로)    |
| 무주군         | 안성면                                 | 덕유산 나들목 (죽천 교차로) | 국도 제19호선 구간                       | 35호선 통영대전고속도로 안성로 |
| 무주로와 직결  |                                        |                             |                                          |                                |

## 주요 건물 및 시설
- 장계남초등학교 (폐교, 전북특별자치도 장수군 계남면 장무로 176)
- 장계중학교 (전북특별자치도 장수군 장계면 장무로 239-6)
- 계북파출소 (전북특별자치도 장수군 계북면 장무로 953)
- 계북면사무소 (전북특별자치도 장수군 계북면 장무로 961)
- 계북면보건지소 (전북특별자치도 장수군 계북면 장무로 962-4)
- 계북면 종합복지회관 (전북특별자치도 장수군 계북면 장무로 962-5)
- 계북작은도서관 (전북특별자치도 장수군 계북면 장무로 962-11)
- 장수계북우체국 (전북특별자치도 장수군 계북면 장무로 970)
- 계북정류소 (전북특별자치도 장수군 계북면 장무로 972)
- 계북중학교 (전북특별자치도 장수군 계북면 장무로 1005-12)
- 골프존카운티 무주 (전북특별자치도 무주군 안성면 장무로 1537-21)
- 공진보건진료소 (전북특별자치도 무주군 안성면 장무로 1559-3)
- 공진초등학교 (폐교, 전북특별자치도 무주군 안성면 장무로 1559-11)